# 東京都立北高等学校
東京都立北高等学校（とうきょうとりつ きたこうとうがっこう）は、かつて東京都北区にあった都立高等学校。

## 概要
1952年に創立され、男女共学で全日制・定時制課程による普通科を設けていた。
都立高校全盛時は進学率は第四学区の上位にあったものの、都の学校群制度の導入に伴い徐々に低迷し、晩年は進学率・偏差値ともに下位にあった。
1960年代の全共闘全盛時は学生運動が活発になった。
1969年11月19日早朝には生徒らが校舎内に押し掛けバリケードを構築して学校を封鎖。当日の授業は中止してホームルームに切り替えられた。
1997年3月31日で廃校となった。校舎は現在東京都立飛鳥高等学校に使用されている。

## 著名な出身者
- 小渕恵三 - 第84代内閣総理大臣
- 山加朱美 - 元東京都議会議員
- 能瀬慶子 - 1970年代に活躍した元歌手
- 野村宏伸 - 俳優
- 大内“MAD”貴雅 - J.METALバンド・ANTHEM
- 出﨑哲 - アニメーター
- 小林宏 - リクルートグループ系の金融会社であったファーストファイナンス元代表取締役社長
- 清水有生 - 脚本家
- たかしまあきひこ - 作曲家
- 川北亮司 - 児童文学作家
- 野沢錦糸- 人形浄瑠璃文楽三味線方